# Svjetliča
Svjetliča är ett samhälle i Bosnien och Hercegovina.   Det ligger i entiteten Republika Srpska, i den centrala delen av landet, 100 km norr om huvudstaden Sarajevo. Svjetliča ligger 290 meter över havet och antalet invånare är 639.
Terrängen runt Svjetliča är kuperad österut, men västerut är den platt. Närmaste större samhälle är Doboj, 2,8 km väster om Svjetliča. 
I omgivningarna runt Svjetliča växer i huvudsak blandskog. Runt Svjetliča är det ganska tätbefolkat, med 67 invånare per kvadratkilometer.